# 高辻長雅
高辻 長雅（たかつじ ながまさ）は、戦国時代から安土桃山時代にかけての公卿。権中納言・高辻章長の長男。官位は正二位・式部大輔。

## 生涯
永正18年（1521年）、7歳で元服して文章得業生になり、4月に従五位下侍従に任ぜられる。11歳で父を失うが、同族の五条為学の庇護を受けた。
享禄5年（1532年）7月、大内記・文章博士になり、翌天文元年（1533年）には少納言に任じられた。
天文12年（1543年）、東坊城和長が文明14年（1482年）に著した『桂蘂記』を補足している。
天文16年（1547年）2月24日、従三位左大弁に任ぜられ、翌天文17年（1548年）3月23日には参議に任ぜられた。天文20年（1551年）3月27日には大学頭を兼ね、天文24年（1555年）2月2日に41歳で権中納言に任ぜられた。
永禄2年（1559年）1月6日、正二位に叙せられ、11月10日には兼任していた文章博士を辞任して式部大輔に任ぜられる。
永禄5年（1563年）11月、権中納言を辞任する（式部大輔は留任）が、翌年11月に五条為康（為学の子）の急死を受けて北野の長者となった。
天正8年（1580年）1月20日、権大納言に任ぜられるが、僅か8か月後の9月10日に66歳で急死した。

## 人物
元亀・天正の両元号の勘進者、後に14代征夷大将軍となる義栄の勧進者として知られている。
なお、子供に恵まれず、五条為康の子・貞長（後の五条為経）を養子としていたが、為康の死によって五条家が断絶したことにより実家に戻って相続した。その後、長雅は後継者を決めることなく没したため、高辻家は五条為経の子・遂長が相続するまで一時断絶することになる。

## 系譜
- 父：高辻章長（1469-1525）
- 母：町広光の娘
- 妻：不詳
- 養子
  - 男子：五条為経 - 五条為康の子